# Ermesinda
Ermesinda († im 8. Jahrhundert) war eine Tochter des Reichsgründers Pelayo und die Gattin von König Alfons I., der in der Zeit von 757 bis 768 Asturien regierte.
Ermesinda hatte mit Alfons einen Sohn Fruela (König Fruela I.), der sein Nachfolger wurde, und eine Tochter Adosinda, die den späteren König Silo heiratete.